# Karel Nováček
Karel Nováček (Prostějov, 30 marzo 1965) è un ex tennista ceco.

## Carriera
Ottenne il suo best ranking in singolare il 18 novembre 1991 con la 8ª posizione, mentre nel doppio divenne il 28 febbraio 1994, il 25º del ranking ATP.
In carriera, in singolare, vinse tredici tornei del circuito ATP, tra cui l'ATP German Open nel 1991, torneo che faceva parte dell'ATP Masters Series; in quell'occasione superò lo svedese Magnus Gustafsson con il risultato di 6-3, 6-3, 5-7, 0-6, 6-1. Nelle successive due finali raggiunte nel 1991 incontrò sempre il tennista svedese, superandolo in entrambe lo occasioni. Nel 1994 raggiunse le semifinali dell'US Open uscendone per mano del tedesco Michael Stich in tre set.
Ottenne risultati importanti anche in doppio con sei tornei vinti e dieci sconfitte in finale. Tra queste è da ricordare la finale raggiunta in coppia con il connazionale Martin Damm nell'US Open 1993; i fautori della loro sconfitta furono gli statunitensi Ken Flach e Rick Leach con il risultato di 6-7, 4-6, 2-6.
Fece parte della squadra ceca di Coppa Davis dal 1987 al 1994 con un bilancio complessivo di nove vittorie e undici sconfitte, tutte in singolare.

## Statistiche

### Tornei ATP

#### Singolare

##### Vittorie (13)
| Legenda singolare                                    |
| Grande Slam (0)                                      |
| ATP World Tour Finals (0)                            |
| ATP Super 9 / ATP Masters Series (1)                 |
| ATP Championship Series / ATP International Gold (0) |
| ATP World Series / ATP International Series (12)     |

| Numero | Data             | Torneo                                             | Superficie    | Avversario in finale   | Punteggio               |
| 1.     | 28 luglio 1986   | Sovran Bank Classic, Washington                    | Terra rossa   | Thierry Tulasne        | 6-1, 7-6                |
| 2.     | 24 luglio 1989   | Dutch Open, Hilversum (1)                          | Terra rossa   | Emilio Sánchez         | 6-2, 6-4                |
| 3.     | 30 aprile 1990   | BMW Open, Monaco di Baviera                        | Terra rossa   | Thomas Muster          | 6-4, 6-2                |
| 4.     | 7 gennaio 1991   | Heineken Open, Auckland                            | Cemento       | Jean-Philippe Fleurian | 7–6(5), 7–6(4)          |
| 5.     | 6 maggio 1991    | ATP German Open, Amburgo                           | Terra rossa   | Magnus Gustafsson      | 6-3, 6-3, 5-7, 0-6, 6-1 |
| 6.     | 29 luglio 1991   | Austrian Open, Kitzbühel                           | Terra rossa   | Magnus Gustafsson      | 7–6(2), 7–6(4), 6-2     |
| 7.     | 5 agosto 1991    | ATP Praga, Praga (1)                               | Terra rossa   | Magnus Gustafsson      | 7–6(5), 6-2             |
| 8.     | 20 luglio 1992   | Dutch Open, Hilversum (2)                          | Terra rossa   | Jordi Arrese           | 6-2, 6-3, 2-6, 7-5      |
| 9.     | 27 luglio 1992   | Internazionali di Tennis di San Marino, San Marino | Terra rossa   | Francisco Clavet       | 7-5, 6-2                |
| 10.    | 10 agosto 1992   | ATP Praga, Praga (2)                               | Terra rossa   | Franco Davín           | 6-1, 6-1                |
| 11.    | 1º febbraio 1993 | Dubai Tennis Championships, Dubai                  | Cemento       | Fabrice Santoro        | 6-4, 7-5                |
| 12.    | 8 marzo 1993     | ATP Saragozza, Saragozza                           | Sintetico (i) | Jonas Svensson         | 3-6, 6-2, 6-1           |
| 13.    | 25 luglio 1994   | Dutch Open, Hilversum (3)                          | Terra rossa   | Richard Fromberg       | 7–5, 6–4, 7–6(7)        |

##### Sconfitte in finale (7)
| Legenda singolare                                    |
| Grande Slam (0)                                      |
| ATP World Tour Finals (0)                            |
| ATP Super 9 / ATP Masters Series (0)                 |
| ATP Championship Series / ATP International Gold (0) |
| ATP World Series / ATP International Series (7)      |

| Numero | Data              | Torneo                                        | Superficie    | Avversario in finale | Punteggio          |
| 1.     | 20 ottobre 1986   | Vienna Open, Vienna                           | Cemento (i)   | Brad Gilbert         | 6–3, 3–6, 5–7, 0–6 |
| 2.     | 28 settembre 1987 | Campionati Internazionali di Sicilia, Palermo | Terra rossa   | Martín Jaite         | 6-7, 7-6, 4-6      |
| 3.     | 30 luglio 1990    | Austrian Open, Kitzbühel                      | Terra rossa   | Horacio de la Peña   | 4-6, 6-7, 6-2, 2-6 |
| 4.     | 1º aprile 1991    | Estoril Open, Estoril (1)                     | Terra rossa   | Sergi Bruguera       | 6(7)–7, 1-6        |
| 5.     | 22 febbraio 1993  | ABN AMRO World Tennis Tournament, Rotterdam   | Sintetico (i) | Anders Järryd        | 2-6, 5-7           |
| 6.     | 29 marzo 1993     | Estoril Open, Estoril (2)                     | Terra rossa   | Andrij Medvedjev     | 4-6, 2-6           |
| 7.     | 5 luglio 1993     | Swiss Open Gstaad, Gstaad                     | Terra rossa   | Sergi Bruguera       | 3-6, 4-6           |

#### Doppio

##### Vittorie (6)
| Legenda singolare                                    |
| Grande Slam (0)                                      |
| ATP World Tour Finals (0)                            |
| ATP Super 9 / ATP Masters Series (0)                 |
| ATP Championship Series / ATP International Gold (0) |
| ATP World Series / ATP International Series (6)      |

| Numero | Data            | Torneo                                 | Superficie    | Compagno            | Avversari in finale            | Punteggio     |
| 1.     | 7 ottobre 1991  | European Indoor Championships, Berlino | Sintetico (i) | Petr Korda          | Jan Siemerink Daniel Vacek     | 3-6, 7-5, 7-5 |
| 2.     | 10 agosto 1992  | ATP Praga, Praga                       | Terra rossa   | Branislav Stankovič | Jonas Björkman Jon Ireland     | 7-5, 6-1      |
| 3.     | 8 marzo 1993    | ATP Saragozza, Saragozza               | Sintetico (i) | Martin Damm         | Mike Bauer David Rikl          | 2-6, 6-4, 7-5 |
| 4.     | 1º agosto 1994  | ATP Praga, Praga                       | Terra rossa   | Mats Wilander       | Tomáš Krupa Pavel Vízner       | Walkover      |
| 5.     | 10 ottobre 1994 | Ostrava Open, Ostrava                  | Sintetico (i) | Martin Damm         | Gary Muller Piet Norval        | 6-4, 1-6, 6-3 |
| 6.     | 24 ottobre 1994 | Movistar Open, Santiago del Cile       | Terra rossa   | Mats Wilander       | Tomás Carbonell Francisco Roig | 4-6, 7-6, 7-6 |

##### Sconfitte in finale (10)
| Legenda singolare                                    |
| Grande Slam (1)                                      |
| ATP World Tour Finals (0)                            |
| ATP Super 9 / ATP Masters Series (1)                 |
| ATP Championship Series / ATP International Gold (2) |
| ATP World Series / ATP International Series (6)      |

| Numero | Data              | Torneo                            | Superficie    | Compagno       | Avversari in finale           | Punteggio     |
| 1.     | 13 giugno 1988    | Athens Open, Atene                | Terra rossa   | Pablo Arraya   | Rikard Bergh Per Henricsson   | 6-2, 4-6, 5-7 |
| 2.     | 31 luglio 1989    | Swedish Open, Båstad              | Terra rossa   | Josef Čihák    | Per Henricsson Nicklas Utgren | 5-7, 2-6      |
| 3.     | 6 aprile 1992     | Torneo Godó, Barcellona           | Terra rossa   | Ivan Lendl     | Andrés Gómez Javier Sánchez   | 3-6, 1-6      |
| 4.     | 20 aprile 1992    | Monte Carlo Open, Monte Carlo     | Terra rossa   | Petr Korda     | Boris Becker Michael Stich    | 6-3, 1-6, 4-6 |
| 5.     | 28 settembre 1992 | Swiss Indoors, Basilea            | Cemento (i)   | David Rikl     | Tom Nijssen Cyril Suk         | 3-6, 4-6      |
| 6.     | 26 aprile 1993    | BMW Open, Monaco di Baviera       | Terra rossa   | Carl-Uwe Steeb | Martin Damm Henrik Holm       | 0-6, 6-3, 5-7 |
| 7.     | 30 agosto 1993    | US Open, New York                 | Cemento       | Martin Damm    | Ken Flach Rick Leach          | 6-7, 4-6, 2-6 |
| 8.     | 7 marzo 1994      | ATP Saragozza, Saragozza          | Sintetico (i) | Martin Damm    | Henrik Holm Anders Järryd     | 5-7, 2-6      |
| 9.     | 13 febbraio 1995  | Milan Indoor, Milano              | Sintetico (i) | Petr Korda     | Boris Becker Guy Forget       | 2-6, 4-6      |
| 10.    | 12 febbraio 1996  | Dubai Tennis Championships, Dubai | Cemento       | Jiří Novák     | Byron Black Grant Connell     | 0-6, 1-6      |

### Tornei minori

#### Singolare

##### Vittorie (2)
| Legenda tornei minori |
| Challenger (2)        |
| Futures (0)           |

| Numero | Data             | Torneo                      | Superficie  | Avversario in finale | Punteggio |
| 1.     | 15 agosto 1988   | Eger Challenger, Eger       | Terra rossa | Martin Střelba       | 7-5, 6-1  |
| 2.     | 20 febbraio 1989 | Nairobi Challenger, Nairobi | Terra rossa | Sascha Nensel        | 6-3, 6-3  |

#### Doppio

##### Vittorie (3)
| Legenda tornei minori |
| Challenger (3)        |
| Futures (0)           |

| Numero | Data             | Torneo                            | Superficie    | Compagno      | Avversari in finale              | Punteggio     |
| 1.     | 3 marzo 1986     | Vienna Challenger, Vienna         | Sintetico (i) | Richard Vogel | Jan-Willem Lodder Denys Maasdorp | 6-4, 6-4      |
| 2.     | 30 novembre 1987 | Munster Open, Munster             | Sintetico (i) | Marián Vajda  | Alex Antonitsch Tony Mmoh        | 4-6, 7-6, 7-6 |
| 3.     | 22 aprile 1996   | Birmingham Challenger, Birmingham | Terra verde   | Javier Frana  | Matt Lucena Dave Randall         | 6-3, 6-1      |